# Pilar Urrutia
Pilar Urrutia Aldunate (Santiago, 12 de noviembre de 1942-ibídem, 4 de agosto de 2003) fue una política chilena. Resultó elegida como alcaldesa de la comuna de Conchalí para el periodo entre 2000 y 2004, falleciendo ejerciendo el cargo en 2003. Anteriormente desde 1992 hasta 2000, fue concejala por la misma comuna.

## Historial electoral

### Elecciones municipales de 1996
- Elecciones municipales de Chile de 1996, para la alcaldía de Conchalí [1]

(Se consideran sólo los 3 candidatos más votados, de un total de 26 candidatos)
| Candidato                  | Pacto                          | Partido | Votos  | %     | Resultado |
| -------------------------- | ------------------------------ | ------- | ------ | ----- | --------- |
| Carlos Sottolichio Urquiza | Concertación por la Democracia | PPD     | 19.195 | 26,20 | Alcalde   |
| Ramón Elizalde Marabolí    | Concertación por la Democracia | PDC     | 10.851 | 14,81 | Concejal  |
| Pilar Urrutia Aldunate     | Unión Por Chile                | UDI     | 8.670  | 11,83 | Concejal  |

### Elecciones municipales de 2000
- Elecciones municipales de Chile de 2000, para la alcaldía de Conchalí [2]

(Se consideran sólo los 3 candidatos más votados, de un total de 19 candidatos)
| Candidato                  | Pacto             | Partido | Votos  | %     | Resultado |
| -------------------------- | ----------------- | ------- | ------ | ----- | --------- |
| Pilar Urrutia Aldunate     | Alianza por Chile | UDI     | 20.953 | 29,08 | Alcaldesa |
| Carlos Sottolichio Urquiza | Concertación      | PPD     | 16.596 | 23,04 | Concejal  |
| María Guajardo Silva       | Concertación      | PS      | 10.636 | 14,76 | Concejal  |